# مدينة تابعة
المدينة التابعة أو البلدة التابعة هي بلدية صغيرة تشكل جزءًا من (أو على حافة) مدينة كبرى وهي مركز سكن وتوظيف إقليمي. وهي تختلف عن الضواحي والتقسيمات الفرعية ولا سيما مجتمعات غرف النوم من حيث أن لديها قواعد عمل كافية لدعم سكانها المقيمين ويمكن أن تكون من الناحية النظرية مجتمعاتٍ مكتفية ذاتيًا خارج مناطقها الحضرية الأكبر. ومع ذلك فإنها جزء من مدينة وتخضع لمستويات عالية من التنقل المتقاطع (أي السكان الذين ينتقلون من المدينة والموظفون الذين ينتقلون إلى المدينة).